# Kanton Chartres-Nord-Est
Chartres-Nord-Est is een voormalig kanton van het Franse departement Eure-et-Loir. Het kanton maakte deel uit van het arrondissement Chartres. Het werd opgeheven bij decreet van 24 februari 2014, met uitwerking op 22 maart 2015.

## Gemeenten
Het kanton Chartres-Nord-Est omvatte de volgende gemeenten:
- Berchères-Saint-Germain
- Briconville
- Challet
- Champhol
- Chartres (deels, hoofdplaats)
- Clévilliers
- Coltainville
- Fresnay-le-Gilmert
- Gasville-Oisème
- Jouy
- Poisvilliers
- Saint-Prest